# Bagneux-la-Fosse
Bagneux-la-Fosse é uma comuna francesa na região administrativa de Grande Leste, no departamento de Aube. Estende-se por uma área de 22,93 km². Em 2010 a comuna tinha 174 habitantes (densidade: 7,6 hab./km²).